# Akiva Orr
Akiva "Aki" Orr (* 1931 in Berlin als Karl Sebastian Sonnenberg; † 9. Februar 2013 in Tnuvot) war ein israelischer Schriftsteller und politischer Aktivist. Er war ein Kritiker des Zionismus und unterstützte eine Einstaatenlösung im israelisch-palästinensischen Konflikt. Seit 1968 setzte sich Orr für eine direkte Demokratie ein.

## Leben
Orr wurde in eine jüdische Familie in Berlin geboren. Seine Eltern verließen 1934 nach der Machtübernahme der Nationalsozialisten Deutschland und gingen nach Palästina, das damals britisches Mandatsgebiet war. Erst hier hebraisierte er seinen Namen zu Akiva Orr.
1961 veröffentlichte er gemeinsam mit Moshe Machover die Schrift Shalom, Shalom ve'ein Shalom („Frieden, Frieden und doch kein Frieden“), in der er den Krieg gegen Ägypten und die Regierung unter David Ben Gurion kritisierte. 1962 verließ er die Kommunistische Partei Israels und gründete die linkssozialistische Organisation Matzpen.

## Veröffentlichungen
Englisch
- 1972: The Other Israel: the Radical Case against Zionism, ed. Arie Bober, with contributions by various Matzpen members (Doubleday)
- 1984: The Un-Jewish State: The Politics of Jewish Identity in Israel (Ithaca Press)
- 1994: Israel: Politics, Myths and Identity Crises (Pluto Press)
- 2005: Politics without Politicians (Selbstverlag,  online verfügbar)[2]
- 2007: Big Business, Big Government or Direct Democracy: Who Should Shape Society? (World Power Politics of the 20th Century and their Lesson) (Selbstverlag, online verfügbar)[2]

Hebräisch
- 1961: Peace Peace & There is No Peace - Shalom, Shalom ve'ein Shalom (mit Moshe Machover)
- 2002: Alternative to a Psychotic State
- 2003: From Protest to Revolution (Five talks to young activists)
- 2005: Flashbacks (recollections of London)